# Сьвіниці-Калиський
Сьвіниці-Калиський (пол. Świnice Kaliskie) — село в Польщі, у гміні Ґощанув Серадзького повіту Лодзинського воєводства.
Населення — 168 осіб (2011).
У 1975-1998 роках село належало до Серадзького воєводства.

## Демографія
Демографічна структура станом на 31 березня 2011 року:
|          | Загалом | Допрацездатний вік | Працездатний вік | Постпрацездатний вік |
| -------- | ------- | ------------------ | ---------------- | -------------------- |
| Чоловіки | 85      | 17                 | 58               | 10                   |
| Жінки    | 83      | 16                 | 45               | 22                   |
| Разом    | 168     | 33                 | 103              | 32                   |